# Взрыв Boeing 707 над Ионическим морем
Взрыв Boeing 707 над Ионическим морем — крупная авиационная катастрофа в результате теракта, произошедшая в воскресенье 8 сентября 1974 года. Авиалайнер Boeing 707-331B авиакомпании Trans World Airlines (TWA) выполнял регулярный межконтинентальный рейс TW841 по маршруту Тель-Авив—Афины—Рим—Нью-Йорк, но через 28 минут после вылета из Афин неожиданно потерял управление и рухнул в Ионическое море. Погибли все находившиеся на его борту 88 человек — 79 пассажиров и 9 членов экипажа.
По результатам расследования было сделано заключение, что причиной катастрофы стал взрыв бомбы в хвостовой части самолёта.

## Самолёт
Boeing 707-331B (заводской номер 20063, серийный 789) был выпущен в марте (по другим данным — 20 февраля) 1969 года и 27 марта получил лётный сертификат. Авиалайнер приобрела компания «Irving Trust Corporation» (базировалась в Нью-Йорке), которая присвоила ему бортовой номер N8734 и 7 апреля сдала в лизинг авиакомпании Trans World Airlines (TWA). Оснащён четырьмя турбовентиляторными двигателями Pratt & Whitney JT3D-3B с силой тяги по 18 000 фунтов каждый. На день катастрофы налетал 21 733 часа 24 минуты, в том числе 2324 часа 49 минут после последнего базового ремонта и 579 часов 40 минут после последнего техобслуживания по форме «C». Последнее обслуживание было выполнено по форме № 21 в Тель-Авиве (Израиль) 7 сентября 1974 года.
| № | Серийный номер | Наработка             | Наработка |
| № | Серийный номер | Время                 | Циклы     |
| - | -------------- | --------------------- | --------- |
| 1 | P645168BAB     | 28 153 часа 28 минут  | 10 528    |
| 2 | P668506BAB     | 18 679 часов 38 минут | 5772      |
| 3 | P643451BAB     | 35 773 часа 31 минута | 6049      |
| 4 | P643540BAB     | 34 123 часа 20 минут  | 10 366    |

## Экипаж
Самолётом управлял опытный экипаж, его состав был таким:
- Командир воздушного судна (КВС) — 55-летний Дональд Х. Холлидей (англ. Donald H. Holliday). Очень опытный пилот, проработал в авиакомпании TWA 28 лет и 10 месяцев (с 20 октября 1945 года). Был квалифицирован для полётов на Boeing 707, первую проверку на нём прошёл 9 апреля 1963 года. Налетал 21 960 часов (8280 из них на реактивных самолётах), 7280 из них на Boeing 707. В связи с дальнозоркостью носил очки[4].
- Второй пилот — 36-летний Джон Л. Чешир (англ. Jon L. Cheshire). Опытный пилот, проработал в авиакомпании TWA 9 лет и 9 месяцев (с 4 января 1965 года). Был квалифицирован для полётов на Boeing 707, первую проверку на нём прошёл 17 сентября 1965 года. Налетал 9139 часов (все на реактивных самолётах), 5311 из них на Boeing 707[4].
- Бортинженер — 37-летний Ральф Х. Бош (англ. Ralph H. Bosh). Проработал в авиакомпании TWA 8 лет и 3 месяца (с 27 мая 1966 года). Был квалифицирован для полётов на Boeing 707, первую проверку на нём прошёл 29 февраля 1966 года. Налетал 6634 часа, 3548 из них на Boeing 707[4][5].

В салоне самолёта работали 6 бортпроводников:
- Джанпаоло Мольтени (итал. Gianpaolo Molteni),
- Сильвия Т. Бюлер (англ. Silvia T. Buhler),
- Аля Банк (англ. Alja Bunk),
- Изабелла Луччи-Масера (итал. Isabella Lucci-Masera),
- Анжела Маньони (итал. Angela Magnoni),
- Лажванти Крипалани (англ. Lajwanti Kripalani).

Все бортпроводники были квалифицированы для работы на Boeing 707.

## Хронология событий

### Вылет из Тель-Авива, посадка в Афинах
Boeing 707-331B борт N8734 выполнял регулярный грузопассажирский рейс TW841 из Тель-Авива в Нью-Йорк с промежуточными посадками в Афинах и Риме. В 06:13, на 43 минуты позже расписания, рейс 841 со 105 пассажирами, 9 членами экипажа и 2352 килограммами груза на борту вылетел из аэропорта Тель-Авива. Перевозимый груз состоял из почты, зарегистрированного багажа, не попадающий под эти две категории груз, а также материалы авиакомпании Trans World Airlines (TWA). 1757 килограммов груза были размещены в переднем грузовом отделении, а 594 килограмма — в заднем. Никаких запрещённых видов груза на борту не было.
В 08:04 рейс 841 благополучно приземлился в аэропорту Афин. Экипаж не сообщал о каких-либо технических проблемах в полёте, поэтому в Афинах никакое техническое обслуживание авиалайнера не проводилось. С самолёта сошли 56 пассажиров со своим багажом, а также была выгружена часть груза. В Афинах на борт сели 30 пассажиров со своим багажом, в результате чего в салоне теперь находились 79 пассажиров. Зарегистрированный багаж новых пассажиров был помещён в основном в переднее грузовое отделение. Также некоторую часть багажа и отдельный груз поместили в заднее грузовое отделение, где не использовались контейнеры. Вообще задний отсек использовали, как правило, для размещения почты, багажа и прочих грузов, которые загружались на борт незадолго до вылета.
Впоследствии, согласно показаниям наземного обслуживающего персонала авиакомпании TWA, один грузовой контейнер с сумками, который предназначался в Рим, остался в переднем грузовом отделении нераспечатанным. Четыре контейнера выгрузили и опустошили, после чего три из них снова загрузили сумками. Затем эти четыре контейнера, включая пустой, опять поместили на борт. В переднем отделении разместили и исходящую из Афин почту. Грузчики сообщили, что в заднем грузовом отделении находились 30—35 пассажирских сумок, которые были помещены на борт в Тель-Авиве и следовали в Рим или Нью-Йорк. Однако грузчики не смогли точно вспомнить, сколько единиц зарегистрированного багажа было помещено в заднее грузовое отделение уже в Афинах. Также, согласно показаниям обслуживающего персонала авиакомпании на период, пока рейс 841 находился на земле, никаких неопознанных или неизвестных лиц в зоне погрузки замечено не было. В топливные баки долили 3000 фунтов авиакеросина A-1, при этом суммарный запас авиатоплива на борту составлял 39 900 фунтов, что было достаточно для полёта в аэропорт Рима. Общий взлётный вес лайнера был оценён в 92 986 килограммов, при этом вес и центровка находились в допустимых пределах.

### Вылет из Афин, катастрофа
Экипаж подал заявку на полёт по приборам в Рим расчётной продолжительностью 1 час 48 минут, эшелон полёта FL350 (10 700 метров). Диспетчер Афинского аэропорта дал разрешение следовать в Рим через воздушный коридор Green 8 на эшелоне FL140 (4300 метров). При этом после вылета рейс 841 должен был сперва направляться по воздушному коридору выхода № 6 до прохождения радиомаяка Коринфус, сохраняя при этом эшелон FL120 (3700 метров) до получения следующего разрешения.
В 09:12 рейс TW841 вылетел из Афин, а в 09:30 экипаж доложил в Афинский диспетчерский центр УВД о достижении эшелона FL280 (8500 метров). Диспетчер подтвердил получение информации, после чего дал указание сохранять эту высоту и сообщить, когда будет достигнут следующий район полётной информации. Это был последний зарегистрированный радиообмен с рейсом TW841. Все отчёты экипажа в этот промежуток были вполне обычными.

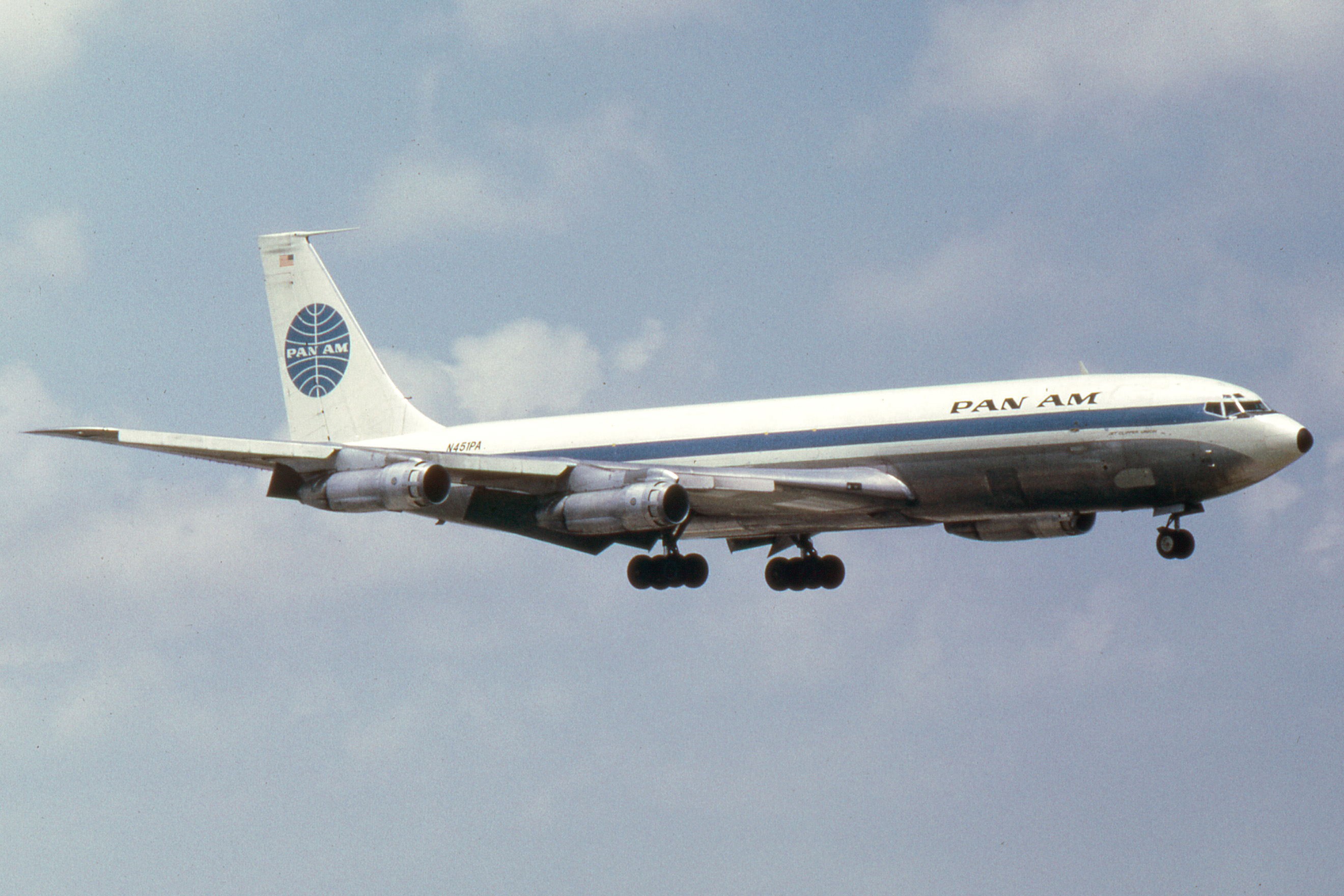
Boeing 707 авиакомпании Pan American, аналогичный выполнявшему рейс PA110

Навстречу по этому же воздушному коридору Green 8, но на эшелоне FL330 (10 000 метров) и в восточном направлении со скоростью 856 км/ч летел ещё один Boeing 707 — рейс PA110 авиакомпании Pan American (позывной Clipper 110), летевший из Рима в Бейрут. Небо в это время было ясным, на низких высотах находились отдельные облака, море просматривалось, а турбулентность не ощущалась. Полёт проходил на автопилоте под контролем второго пилота.
В 09:39 экипаж рейса 110 связался с Афинским центром УВД и доложил, что рассчитывает пройти Араксос в 09:51. Но через минуту в 09:40 КВС рейса 110 вновь связался с диспетчерским центром в Афинах и сообщил, что недалеко от их самолёта и примерно в 185 километрах западнее Араксоса наблюдалось падение горящего четырёхдвигательного самолёта. Связь между рейсом PA110 и Афинским центром УВД была слабой, но в этом районе находился ещё один самолёт — рейс OA201 авиакомпании Olympic Airlines, поэтому связь выполнялась через него. В течение нескольких минут авиадиспетчер в Афинах и экипаж рейса 201 пытались связаться с рейсом TW841, но ответа не было. Затем в 09:43 экипаж рейса 201 связался с рейсом 110 и спросил, какой тип был у горящего самолёта. Пилот рейса 110 сообщил, что, вероятно, это был Boeing 707, причём, похоже, авиакомпании TWA, а огонь на самом деле не наблюдался. Тогда экипаж рейса 201 попытался уточнить: падал двигатель или самолёт?. На это с рейса PA110 ответили: Нет, самолёт падал. Я видел, как самолёт взметнулся вверх, перевернулся, после чего начал медленно падать по спирали….
Как позже было установлено из допроса командира Boeing 707 Pan American, самолёт TWA он в первый раз увидел на 11 часов (впереди и чуть слева), когда тот следовал обратным курсом в 6—11 километрах впереди и примерно на 1200 метров ниже. Тот выполнял обычный горизонтальный полёт в нормальной конфигурации и ничего подозрительного не было, поэтому КВС на несколько мгновений отвёл взгляд в сторону. Однако, когда он вновь посмотрел на летящий впереди авиалайнер, то увидел, как тот резко поднял нос и начал быстро набирать высоту. Наблюдавший за этим второй пилот посчитал, что от левой плоскости крыла при этом отделился какой-то объект. Когда самолёт TWA поравнялся с самолётом Pan American, то почти достиг его высоты, после чего резко накренился влево и вошёл в левую спираль, а затем исчез из виду. Также пилот в этот момент увидел, что у падающего самолёта нет одного из двигателей. По мнению командира, этим двигателем, вероятно, № 2 (левый внутренний), и был тот объект, который отделился в момент быстрого перехода в набор высоты. Также с рейса 110 не увидели, чтобы экипаж рейса 841 пытался исправить ситуацию. При этом с самолёта Pan American наблюдалось множество мусора ниже их (Pan American) траектории полёта; в основном обрывки бумаги. Дыма пилот не увидел, но зато из левой плоскости выходил белёсый след, похожий на утечку авиатоплива. В общей сложности КВС рейса 110 наблюдал падающий рейс 841 на протяжении 20 секунд. Второй пилот сообщил, что увидел падающий самолёт, лишь когда ему указал на него командир, при этом рейс 841 уже находился в прямом левом крене (крыло заняло вертикальную позицию). Из середины левой плоскости при этом выходил бурый пар, который доходил до левого горизонтального хвостового стабилизатора, после чего только рассеивался. Когда лайнер TWA проходил на траверзе, то он находился в 1—1½ мили в стороне от лайнера Pan American, но второй пилот посчитал, что тот не угрожает их безопасности, а потому не стал отключать автопилот и изменять курс. Также самолёт TWA наблюдали ещё бортинженер и 2 пассажира на левой стороне самолёта Pan American. Но никто не видел, как рейс TW841 рухнул в воды Ионического моря.

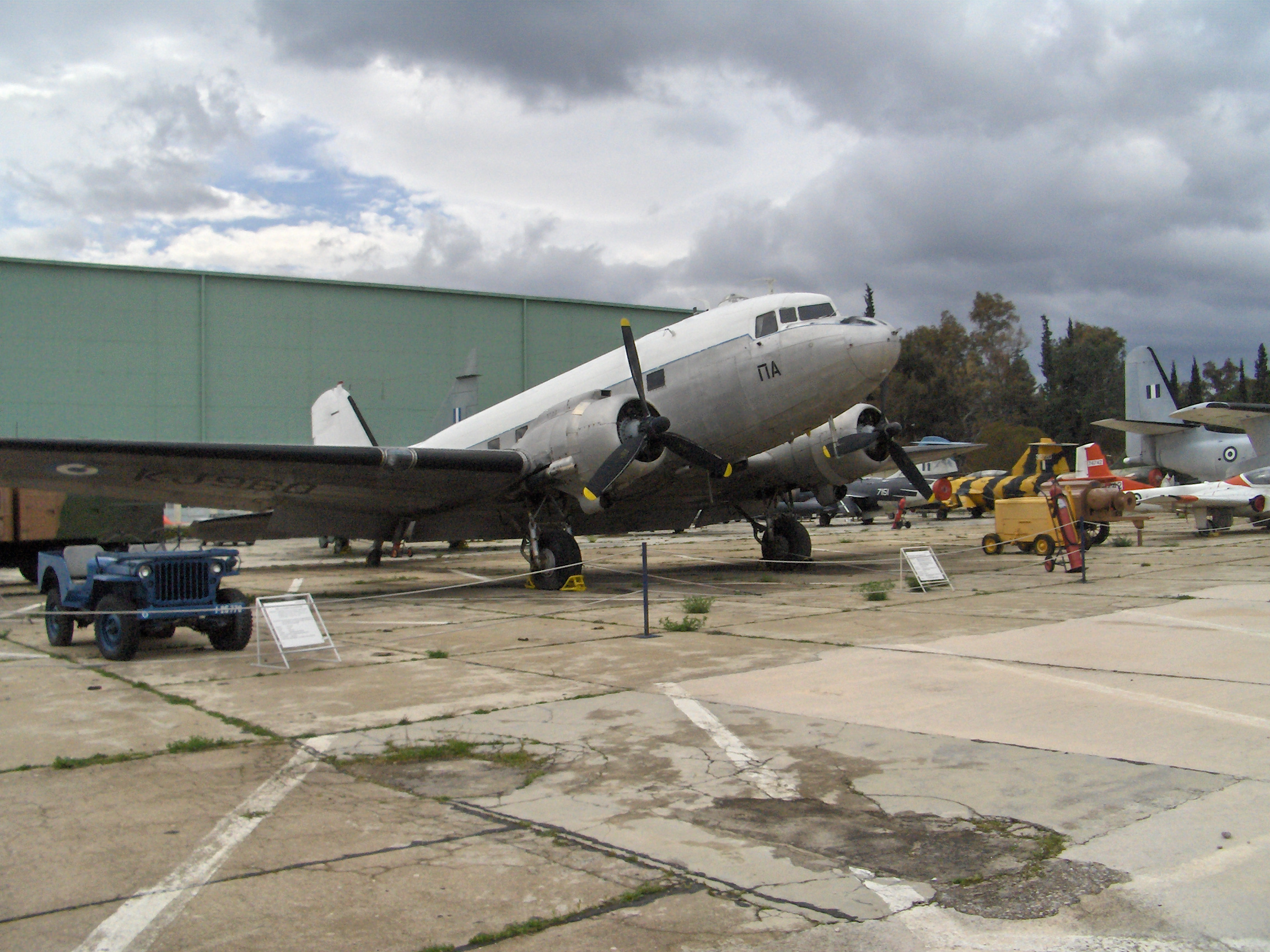
Греческий C-47, схожий с поисковым самолётом

Авиадиспетчер в Афинах сразу после получения информации о падающем самолёте связался по телефону с Бриндизи и другими центрами УВД, а также направил запросы в аэропорты в районе полёта рейса 841 авиакомпании TWA. Греческие поисково-спасательные службы после получения уведомления о случившемся направили в данный район самолёт C-47. Через 2,5 часа после катастрофы с поискового самолёта сообщили об обнаружении плавающих обломков и тел в точке 38°25′ с. ш. 19°22′ в. д.. Всего удалось извлечь 24 тела, но ни одного выжившего. Все 88 человек на борту рейса TW841 погибли.
По числу погибших, эта авиакатастрофа занимает второе место среди произошедших в открытых водах Средиземного моря, уступая произошедшей в 1968 году катастрофе SE-210 под Ниццей (95 погибших).

### Поиск обломков

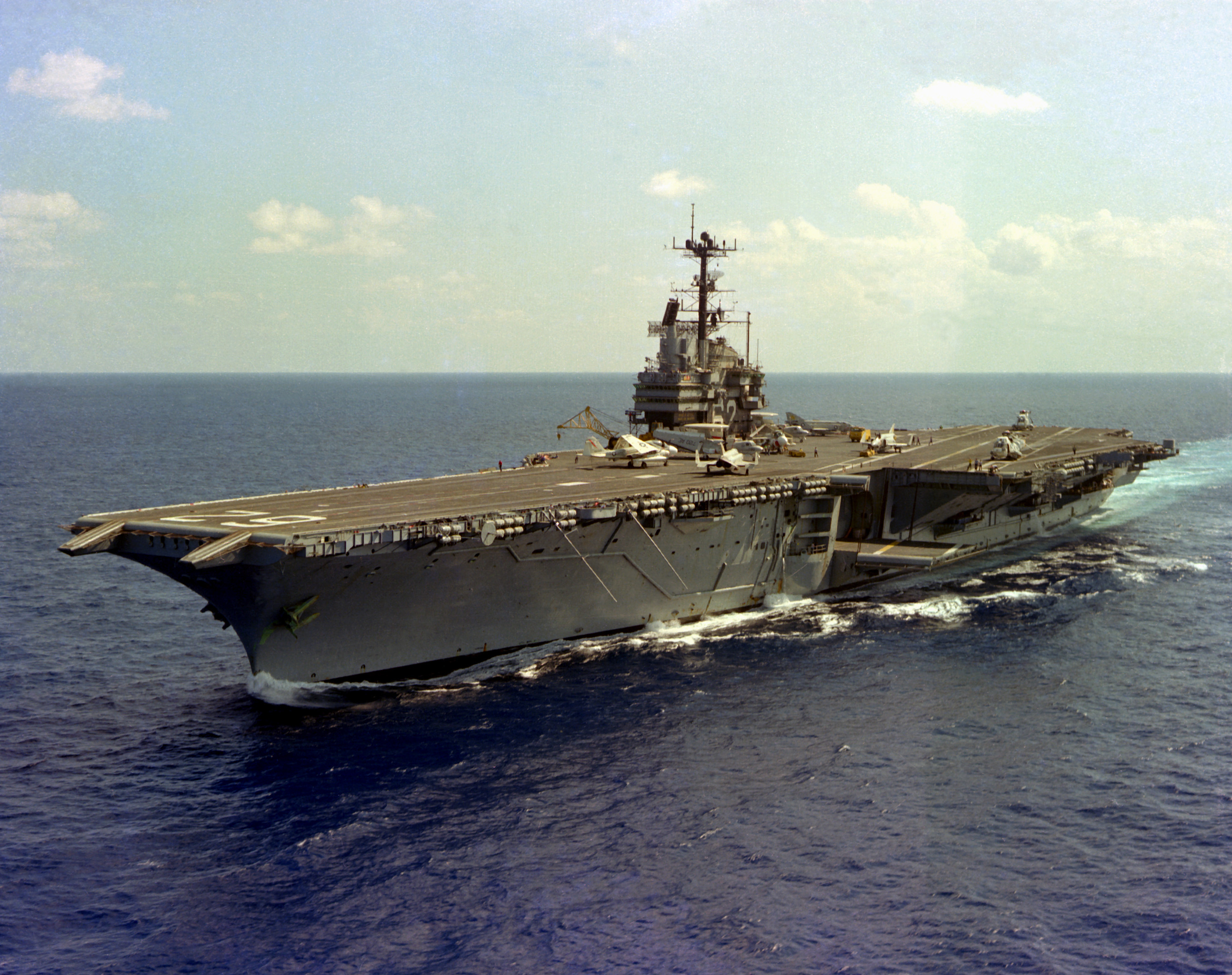
Авианосец «USS Independence»

Как описывал экипаж поискового C-47, который обнаружил место падения, область распределения обломков напоминала взлётно-посадочную полосу посреди моря, так как имела ширину 45 метров при длине около 1,6 километра и была вытянута с севера на юг. Волны при этом достигали высоты 4,5-6 метров. В район направились 10 судов, а также шестой флот ВМС США во главе с авианосцем «USS Independence». Самолёты и вертолёты тем временем прочёсывали акваторию моря в поисках обломков. Согласно заявлению представителей ВМС США, 9 сентября спустя 16 часов после катастрофы были определены две области со следами самолёта. Первая из них состояла из большого числа обломков, включая части самолёта, мебель, багаж и отдельный груз. Вторая область находилась в 24-32 километрах юго-восточнее и представляла собой светлое масляное пятно. Про вторую область представители ВМС США заявили, что мусора в ней почти не было, а значит, что и образовалась она не из-за удара самолёта о воду.
Поисковые работы велись до 11 часов 10 сентября, но и после этого корабли продолжали оставаться в данном районе для поисков тел и мусора. Всего же было извлечено 1133 килограмма плавающих обломков, в том числе большой фрагмент крыла и гораздо меньший стабилизатора. Также было найдено большое число фрагментов фюзеляжа, но преимущественно элементы интерьера. Из крупных элементов удалось обнаружить дверь переднего грузового отделения, три двери-аварийных выхода и две помятые двери заднего грузового отделения и десяток фрагментов фюзеляжа. Из прочего обнаружили 5 уцелевших кислородных баллонов (1 из переднего и 4 из заднего отделений), 6 из 7 спасательных плотов и сильно повреждённое тройное сидение. Найденные элементы интерьера в основном являлись напольными панелями. Также были обнаружены 19 сумок пассажиров и почти кубометр одежды, одеял и подушек. Изучение обломков производилось в Афинах, где их крепили на специальный макет. Для помощи в установлении причин катастрофы были привлечены и британские специалисты, которые ранее уже принимали участие в расследованиях катастроф самолётов «de Havilland Comet» («Комета-1»). Как и в случае с американским Boeing 707, «Кометы-1» во время полёта над Средиземным морем также неожиданно теряли управление и разрушались. Последняя такая катастрофа произошла 12 октября 1967 года, а её причиной стал взрыв бомбы на борту.
Параметрический самописец Boeing 707 имел маяк, рассчитанный на рабочую глубину до 6100 метров, а после попадания в воду он должен был в течение 30 дней передавать аудиосигналы, которые можно обнаружить на расстоянии от 1,8 до 3,6 километров. Также на борту был установлен и речевой самописец. В попытках найти эти самописцы, воздушные, надводные и подводные силы шестого флота ВМС США вели визуальные, радиолокационные и акустические поиски вплоть до 20 сентября, но всё оказалось тщетно. Тогда Национальный совет по безопасности на транспорте (NTSB) заключил договор с поисково-спасательными службами на выполнение поисковых работ в районе, где, по мнению представителей шестого флота, наиболее вероятно находились самописцы.
4 октября с помощью системы погружного гидрофона был обнаружен сигнал от самописцев в районе, где глубина составляла около 3200 метров. Примерные координаты сигнала были определены как 38°18,10′ с. ш. 19°15′ в. д. с погрешностью 1,8 километра. Однако поднять самописцы так и не удалось.

## Расследование
Расследование причин катастрофы рейса TW841 проводил Национальный совет по безопасности на транспорте (NTSB).
Была поднята лишь некоторая часть обломков. Большинство обломков, включая оба бортовых самописца, остались на дне Ионического моря. Тем не менее, результаты изучения отдельных обломков вместе с показаниями экипажа и пассажиров рейса Pan American-110 позволили воссоздать и проанализировать вероятную последовательность событий. Так, исходя из расспроса очевидцев с рейса 110, было установлено, что произошла полная потеря управления, а наблюдаемый в это время многочисленный мусор, включая элементы отделки салона, означал, что уже в воздухе произошло разрушение части конструкции. Кроме того, КВС лайнера Pan American наблюдал отделение одного из двигателей, что также означало разрушение конструкции в воздухе. Экипаж при этом не успел ничего передать на землю, а значит, что катастрофическая ситуация возникла внезапно и развивалась почти мгновенно. Требовалось теперь определить причину возникновения этой ситуации.
- Одной из первых рассматривалась версия, что экипаж рейса 841, после того как увидел рейс 110, начал выполнять резкий манёвр по изменению траектории полёта. Описываемые свидетелями крутые углы кабрирования и очень быстрый набор высоты пилоты способны выполнить, но при этом от них требуется приложение усилий не менее 100 фунтов. К тому же в одиночку нельзя создать перегрузки, которые бы превысили предел прочности конструкции. Сопоставив взаимное положение рейсов 841 и 110, а также то, что экипаж рейса 110 указывал на отсутствие турбулентности, комиссия приняла решение отклонить версию о резком манёвре уклонения[17].
- Следующей рассматривалась версия о разрушении из-за сильной турбулентности. Однако в районе происшествия стояла хорошая погода, а на высотах от 25 до 30 000 футов наблюдалась лишь лёгкая турбулентность, которая на высоте 33 000 футов, исходя из показаний экипажа рейса 110, вообще не ощущалась. На основании этого, версия о турбулентности была также отклонена[17].
- Третья версия была о том, что произошло разрушение самолёта или какого-либо элемента конструкции из-за достижения предела прочности, как в случае с произошедшей в 1954 году серии катастроф «Комет-1» возле Эльбы и под Неаполем. Но показания всех пяти свидетелей сходились в том, что никаких крупных аэродинамических поверхностей самолёта в полёте не отделялись. Командир рейса 110 видел, что у рейса TWA-841 отсутствовал один из двигателей, поэтому следователи начали прорабатывать вариант, что в полёте отделился двигатель, из-за чего произошла потеря управления самолётом (через 5 лет из-за этого произойдёт катастрофа DC-10 в Чикаго). Ранее уже было 8 случаев, когда на Boeing 707 отделялись двигатели. 6 случаев произошли, когда из-за турбулентности или несогласованных учебных манёвров в узлах крепления двигателей возникали чрезмерные нагрузки. Ещё 2 случая произошли из-за отказа, а затем пожара двигателей. Однако ни в одном из этих восьми инцидентов отделение двигателя не приводило к потере управления, поэтому данную версию комиссия сочла несостоятельной[17].

Ещё рассматривалась версия, что в одной из систем управления, включая автопилот, была неисправность, которая привела к резкому кабрированию, наблюдаемому с рейса 110, а затем и неконтролируемому снижению. Были проверены системы грубого контроля автопилота, воздушных тормозов, рулей направления и высоты. Однако в итоге комиссия пришла к выводу, что даже если бы в работе одного из этих компонентов произошёл сбой, это не должно было привести к столь резкому взмыванию авиалайнера, чтобы при этом началось разрушение конструкции, сопровождаемое вылетевшим из салона мусором, а также паров топлива, как это описывали свидетели. Однако исследования при этом показали, что наблюдаемый свидетелями манёвр мог произойти в случае, когда одновременно используются рули направления и высоты. Чтобы понять, как сразу были задействованы рули на вертикальном и горизонтальном хвостовом оперении, стоит обратить внимание на их систему управления. Дело в том, что находящиеся в пилотской кабине органы управления рысканием и тангажом связаны с механизмами рулей (соответственно направления и высоты) через систему контрольных тросов, которые проходят под полом салона вдоль всего фюзеляжа. Любое механическое воздействие на них, как, например, перекос, натягивание или прогиб, могло привести к отклонению рулей. Одновременное отклонение рулей направления и высоты могло привести к такому манёвру, в результате которого из-за аэродинамических и инерционных сил возникли столь высокие перегрузки, что разрушились крепления двигателя. Исходя из описанного свидетелями манёвра, а также что при этом отделился второй двигатель и из левой плоскости начало вытекать топливо, комиссия пришла к мнению, что именно такая ситуация и произошла на борту N8734.
Тросы управления рулями высоты и направления подверглись механическому воздействию внезапно и практически одновременно. С учётом того, что следователи от ФБР нашли на отдельных обломках следы взрывчатки, было установлено, что на борту действительно имелась бомба, которая при срабатывании повредила тросы системы управления рулями, что и привело к резкому кабрированию с быстрым набором высоты, а затем падению. В одном из кусков пенопластовой изоляции двери заднего грузового отделения был обнаружен металлический фрагмент, из чего был сделан вывод, что взрыв произошёл в том отделении. Патологическая экспертиза найденных тел не обнаружила на них признаков воздействия взрыва. Из этого эксперты сделали вывод, что бомба сработала под полом салона, который прикрыл пассажиров и бортпроводников от её воздействия. Хотя пол всё-таки был пробит при взрыве, так как его фрагмент обнаружили в подушке одного из сидений. При этом известно происшествие, случившееся в Риме 26 августа того же года, то есть за 13 дней до катастрофы. Boeing 707 авиакомпании TWA только что совершил перелёт из Афин в Рим и уже был на земле, когда в заднем грузовом отделении начался пожар, который был своевременно ликвидирован. Как было быстро установлено, пожар произошёл из-за взрывного устройства, в работе которого произошёл сбой.
На основании вышеизложенного, в своём окончательном отчёте, опубликованном 26 марта 1975 года, комиссия NTSB пришла к мнению, что в заднем грузовом отделении лайнера сработало взрывное устройство. Взрывом пол салона выгнуло и повредило, причём так, что несколько проходивших под ним тросов системы управления рулей высоты и направления оказались растянуты или лопнули. Из-за этого рули направления и высоты резко отклонились, в результате чего авиалайнер стал неуправляемым. Резкий манёвр привёл к таким перегрузкам, что отделился двигатель № 2, а из повреждённого крыла начало вытекать топливо, пары которого наблюдали очевидцы. Также очевидцы указывали на летающие в воздухе листы бумаги, а это означало, что содержимое грузового отсека было выброшено наружу из-за взрывной декомпрессии, которую в свою очередь вызвало разрушение фюзеляжа в районе взрыва. Такое сильное разрушение обшивки самолёта и при этом относительно небольшое повреждение пола свидетельствовало, что бомба располагалась в грузовом отделении, вероятно, ближе к низу.

## Организаторы теракта
Точно установить организаторов взрыва рейса 841 не удалось. Наиболее популярна версия, что им был Халед аль-Джавари из палестинской террористической группировки «Чёрный сентябрь».

### Комментарии
1. ↑  Здесь и далее указано Среднее время по Гринвичу — GMT
2. ↑  Полный маршрут рейса PA110: Нью-Йорк—Лондон—Рим—Бейрут—Тегеран